# Torres D'Oboe
Les Torres D'Oboe són un complex residencial de gratacels de 114 metres d'altura construïts a Benidorm en 2009. El complex, de 326 apartaments, es compon de dues torres bessones idèntiques disposades una al costat de l'altra. El projecte contempla una tercera torre de menor altura en una parcel·la adjacent, separada per un carrer, que encara no s'ha construït.